# Повна стиглість
По́вна сти́глість — остання фаза достигання зерна. Залежно від породних умов настає через 6—12 днів після воскової. Зерно в цій фазі сухе містить — у південних районах 13—15, у північних — 17—20 % води. Оскільки об'єм його зменшується, можливі втрати врожаю від обсипання, особливо в нестійких проти цього сортів.